# Gilbert Gratiant
Gilbert Gratiant (* 27. Dezember 1895 in Saint-Pierre; † November 1985 in Paris) war ein martinikanischer Schriftsteller französischer und kreolischer Sprache.

## Leben und Werk
Gilbert Gratiant bestand 1923 die Agrégation im Fach Englisch als fünftbester Kandidat und unterrichtete am Lycée Victor-Schœlcher in Saint-Pierre, wo Aimé Césaire und Léon-Gontran Damas zu seinen Schülern gehörten. Über Montpellier ging er 1933 nach Paris. Ab 1931 trat er mit Dichtung hervor, zuerst auf Französisch, ab 1948 auch im martinikanischen Kreolisch. Daneben reflektierte er seine Position als französischer und  martinikanischer Dichter sowie die Rolle des Kreolischen im Literaturschaffen der Martinikaner. Er übersetzte von J. B. S. Haldane die Sammelschrift La science en marche (PUF, Paris 1952).

## Werke
- Poèmes en vers faux, précédés de Cent sept sous-évidences concernant l’art du poète. Paris 1931.
- Métal non ferreux. 1943. (unter dem Pseudonym Jean Nous-Terre)
- Credo des sangmélé ou Je veux chanter la France, poème en français, et Fab’ compè zicaque, en langage créole. Fort de France 1948–1949.
- Fab’ compè Zicaque. Poèmes en créole. Horizons caraïbes, Fort-de-France 1958.
- Credo des sang-mêlé (ou Je veux chanter la France). Poème. Martinique à vol d’abeille. L. Soulanges, Paris 1961.
- Ile fédérée française de la Martinique. Écrit de morale politique. L. Soulanges, Paris 1961.
- Sel et Sargasses. Poésies lyriques de France et des Antilles. Louis Soulanges, Paris 1969.
- Fab’ compé Zicaque. Poésies originales antillaises en créole avec leur traduction française en regard. Desormeaux, Fort-de-France 1976. (Vorwort von Max-Pol Fouchet)
- (postum, mit Aimé Césaire) Les griots ont fêté Aimé Césaire et Gilbert Gratiant. Les Griots de la Martinique, Fort-de-France 1994. (kreolische Gedichte)
- (postum) Fables créoles et autres écrits. Hrsg. Isabelle Gratiant, Renaud Gratiant et Jean-Louis Joubert. Stock, Paris 1996. (Vorwort von Aimé Césaire)
- (postum) L’île parle. Poèmes inédits. Un demi-siècle en poésie, années 1930–1980. Hrsg. Isabelle Gratiant. HC éditions, Paris 2017.